# Europa Cup de water-polo
L' Europe Cup de water-polo est une compétition européenne de water-polo par nations. Organisée par la Ligue européenne de natation (LEN), elle existe depuis 2018 chez les hommes et chez les femmes.
L'épreuve se déroule en 2 phases (une phase de poules et une phase finale) se déroulant chacune sur un week-end.

## Tableau des médailles

### Hommes
| Rang  | Nation  | Or | Argent | Bronze | Total |
| ----- | ------- | -- | ------ | ------ | ----- |
| 1     | Croatie | 1  | 0      | 0      | 1     |
| 2     | Espagne | 0  | 1      | 0      | 1     |
| 3     | Italie  | 0  | 0      | 1      | 1     |
| Total | Total   | 1  | 1      | 1      | 3     |

### Femmes
| Rang  | Nation  | Or | Argent | Bronze | Total |
| ----- | ------- | -- | ------ | ------ | ----- |
| 1     | Grèce   | 1  | 0      | 0      | 1     |
| 2     | Russie  | 0  | 1      | 0      | 1     |
| 3     | Espagne | 0  | 0      | 1      | 1     |
| Total | Total   | 1  | 1      | 1      | 3     |